# Zabolottea, Mlîniv
Zabolottea (în ucraineană Заболоття) este un sat în comuna Novosilkî din raionul Mlîniv, regiunea Rivne, Ucraina.

## Demografie
Componența lingvistică a localității Zabolottea
     Ucraineană (100%)
Conform recensământului din 2001, toată populația localității Zabolottea era vorbitoare de ucraineană (100%).